# 胡公廉
胡公廉（1496年—？年），字介卿，號簡齋，浙江金華府湯溪縣人，明朝政治人物。

## 生平
嘉靖元年（1522年）壬午科浙江鄉試第七十六名舉人，嘉靖十一年（1532年）壬辰科第三甲第一百六十九名進士。觀兵部政，十三年任泉州府推官，陞刑部主事、員外郎、郎中，官終南昌府知府。

## 家族
曾祖胡以英，祖胡時珪，父胡棖，母戴氏。弟公明；公恕。子良貴；良魁。